# Pheidole bessonii
Pheidole bessonii is een mierensoort uit de onderfamilie van de Myrmicinae. De wetenschappelijke naam van de soort is voor het eerst geldig gepubliceerd in 1891 door Forel.